# Xavier Rohart
Xavier Charles René Rohart (* 1. Juli 1968 in Thionville) ist ein französischer Segler.

## Erfolge
Xavier Rohart nahm an fünf Olympischen Spielen teil. Zunächst startete er in der Bootsklasse Finn-Dinghy, in der er 1992 in Barcelona den siebten und 2000 in Sydney den fünften Platz belegte. Anschließend wechselte er in die Bootsklasse Star und wurde 2004 in Athen mit Pascal Rambeau sogleich Dritter. Mit 54 Punkten gewannen sie hinter dem brasilianischen und dem kanadischen Boot die Bronzemedaille. Vier Jahre darauf in Peking wurden die beiden Sechste. Bei den Olympischen Spielen 2012 in London ging er mit Pierre-Alexis Ponsot an den Start und schloss mit ihm die Regatta auf dem neunten Platz ab.
Bei Weltmeisterschaften gewann Rohart insgesamt sieben Medaillen, davon zwei im Finn-Dinghy und fünf im Starboot. Im Finn-Dinghy sicherte er sich 1997 und 1998 jeweils die Bronzemedaille, im Starboot gelang ihm 2003 in Cádiz und 2005 in Buenos Aires der Titelgewinn. 2015 wurde er im Starboot zudem Europameister.
Er ist verheiratet und hat zwei Kinder.